# خط فاسي

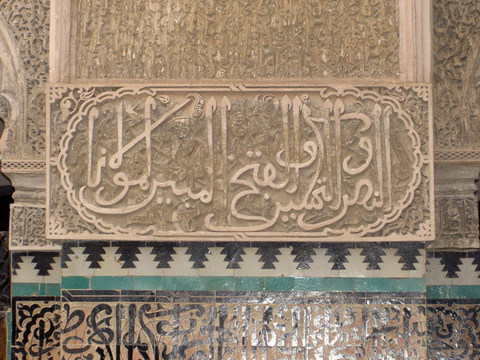
أنموذج من الخط الفاسي

الخط الفاسي (نسبة إلى مدينة فاس بالمغرب) هو أحد الخطوط العربية، وهو نوع من الخط المغربي يمتاز بطول الأسطر العمودي.
فالخط الفاسي  (أو خط القرويين) هو نمط من الخط العربي التقليدي يعتبر مميزاً للمدينة المغربية فاس. يتميز هذا النمط بخطوطه المموجة والزخارف المعقدة والألوان الزاهية، ويعكس تراثاً فنياً غنياً من فنون الخط والزخرفة.
تاريخياً، ارتبط خط القرويين بالمدرسة القروية في فاس، وهي مدرسة لتعليم الخط العربي والزخرفة. تُعرف هذه المدرسة بإصدارها لأجيال من الخطاطين الماهرين الذين تجمعوا بين الإتقان في الخط والإبداع في الزخرفة.
يعتبر خط القرويين أحد الأساليب البارزة في فن الخط العربي، وقد استمر تأثيره وانتشاره عبر العديد من المؤسسات التعليمية وورش العمل في المغرب وبعض البلدان المجاورة. يستخدم هذا النمط غالباً في العناوين والزخارف الزخرفية والأعمال الفنية التقليدية